# Oblast de Novosibirsk
O oblast de Novosibirsk (russo:  Новосиби́рская о́бласть, tr. Novosibírskaia óblast) é uma divisão federal da Federação da Rússia (um oblast. O seu centro administrativo é a cidade de Novosibirsk.
Tem uma área de 178 200 km² e uma população de 2 665 911 habitantes segundo o censo populacional da Rússia de 2010, localiza-se ao sudeste da Planície Ocidental da Sibéria, entre os rios Irtysh e Orb. Limita com o oblast de Omsk ao oeste, com o de Tomsk ao norte e o de Kemerovo ao este. Se limita a sul e sudoeste com o krai de Altai e com o Cazaquistão.
Seu território se estende por mais de 600 km de este a oeste, e por mais de 400 km de norte a sul. É principalmente uma planície, ao sul prevalece a estepe, e ao norte conta com enormes bosques e zonas pantanosas. Tem vários lagos, os mais longos localizados ao sul.
1. 1 2  «Область | Правительство Новосибирской области». Governo da Região do Oblast de Novosibirsk (em russo). Consultado em 13 de fevereiro de 2021